# كأس الاتحاد الآسيوي 2017
كان كأس الاتحاد الآسيوي 2017 النسخة الرابعة عشر من كأس الاتحاد الآسيوي، وهي المسابقة الثانوية لأندية آسيا التي ينظمها الاتحاد الآسيوي لكرة القدم.

## مرحلة خروج المغلوب

### ربع النهائي
| الفريق الأول      | إجم. | الفريق الثاني     | مباراة الذهاب | مباراة الإياب |
| ----------------- | ---- | ----------------- | ------------- | ------------- |
| نادي القوة الجوية | 2–1  | نادي الزوراء      | 1–0           | 1–1           |
| نادي الوحدة       | 4–2  | نادي الوحدات      | 0–1           | 4–1           |
| نادي بنغالورو     | 3–0  | نادي 25 ابريل     | 0–0           | 3–0           |
| استقلال دوشنبه    | 5–1  | نادي سيريس–نيغروس | 1–1           | 4–0           |

### نصف النهائي
| الفريق الأول      | إجم. | الفريق الثاني | مباراة الذهاب | مباراة الإياب |
| ----------------- | ---- | ------------- | ------------- | ------------- |
| نادي القوة الجوية | 2–2  | نادي الوحدة   | 1–2           | 1–0           |
| استقلال دوشنبه    | 2-3  | نادي بنغالورو | 0-1           | 2-2           |

### النهائي
| نادي القوة الجوية | 1 - 0 | استقلال دوشنبه |
| ----------------- | ----- | -------------- |
| عماد محسن 68'     |       |                |